# Koreas eksilregering
Koreas eksilregering (hangul: (koreansk) 대한민국임시정부, hanja: (kinesisk) 大韓民國臨時政府) var en delvis internationalt anerkendt regering, som hævdede at være Koreas lovlige regering 1919–1948. Den blev ikke anerkendt af verdens stormagter, men overvejende af andre eksilregeringer, så som Republikken Kina, og enkelte selvstændige stater. Regeringen blev proklameret den 13. april 1919 under Korea under japansk overherredømme og holdt til i Shanghai i Kina, senere i Chongqing. Til regeringens første præsident blev valgt Syngman Rhee.
I begyndelsen var det egentlig tre parallelle regeringer, med sæde i Vladivostok, Seoul og Shanghai, men Vladivostok-regeringen blev kortvarig, og Seoul-regeringen var næsten identisk med Shanghai-regeringen.
Fra 1941 opererede regeringen med sin egen hærstyrke, Den koreanske befrielseshær, og senere samme år erklærede eksilregeringen krig mod Aksemagterne. Japan kapitulerede i 1945, og Korea blev delt mellem USA og Sovjetunionen, som etablerede hvert sit okkupationsstyre henholdsvis syd og nord for den 38. breddegrad.
I 1948 blev okkupationsstyret og eksilregeringen afløst af Republikken Korea (Sydkorea) og Den demokratiske folkerepublik Korea (Nordkorea) med henholdsvis Syngman Rhee og Kim Il-sung som statsledere.